# The Unknown Soldier
Pour les articles homonymes, voir The Unknown.
Singles de The Doors
Love Me Two Times
(1967) Hello, I Love You
(1968)
Pistes de Waiting for the Sun
Wintertime Love Spanish Caravan
The Unknown Soldier (« Le Soldat Inconnu ») est une chanson des Doors, parue en 1968 sur leur troisième album, Waiting for the Sun (« En attendant le Soleil »). Elle fut le premier single (45 tours) tiré de l'album, atteignant tout d'abord une décevante 39e place aux États-Unis dans le Billboard Hot 100, probablement dans l'ombre de Hello, I Love You, premier titre et grand succès de l'album qui sera le deuxième single du groupe à être en tête du Billbooard pour deux semaines. Mais The Unknown Soldier y figure pendant 8 semaines. Il s'agit du quatrième single des Doors à accéder aux 40 meilleures ventes de disques aux États-Unis.
Cette chanson pacifiste voit le jour au début de juillet 1968 dans le contexte des révoltes estudiantines et du mouvement social de Mai 68 et du printemps de Prague en Europe, ainsi que du basculement de l'opinion américaine dans le sens de l'opposition à la guerre du Viêt Nam et du mouvement de contestation de la jeunesse contre la guerre.

## Les auteurs
En dépit d'une décision initiale du groupe de toujours créditer les textes et les musiques de tous leurs albums comme étant collectivement écrits par "The Doors", on sait que le texte de cette chanson est très probablement entièrement de Jim Morrison lui-même, comme sur sept autres titres de l'album, les trois restants (sur onze titres en tout) ayant été écrits par le guitariste Robby Krieger. Quant à la musique de ce morceau elle est, plus que les textes, le fruit du travail collectif du groupe, même si selon le critique musical et écrivain Paul Williams (qui a assisté aux séances d'enregistrement de l'album, et même un peu participé aux bruitages en fond sonore de The Unknown Soldier), dans l'introduction au livret de l'album : « The music [is] by The doors collectively, although Jim evidently wrote melodies for his lyrics when he first created them » (« La musique est l’œuvre collective des Doors, bien que Jim ait évidemment écrit des mélodies pour ses paroles quand il les a créées pour la première fois »). 

## Le contenu et la portée

### Pacifisme
Les paroles de la chanson évoquent la guerre du Viêt Nam et la vision qu'en donnaient les médias à l'époque. Des paroles telles que celles-ci (extraits suivants), concernent la manière dont l'information sur la guerre a été présentée dans les foyers américains et sa critique par le poète, qui exprime sa tendresse navrée pour le soldat mort dans l'anonymat :

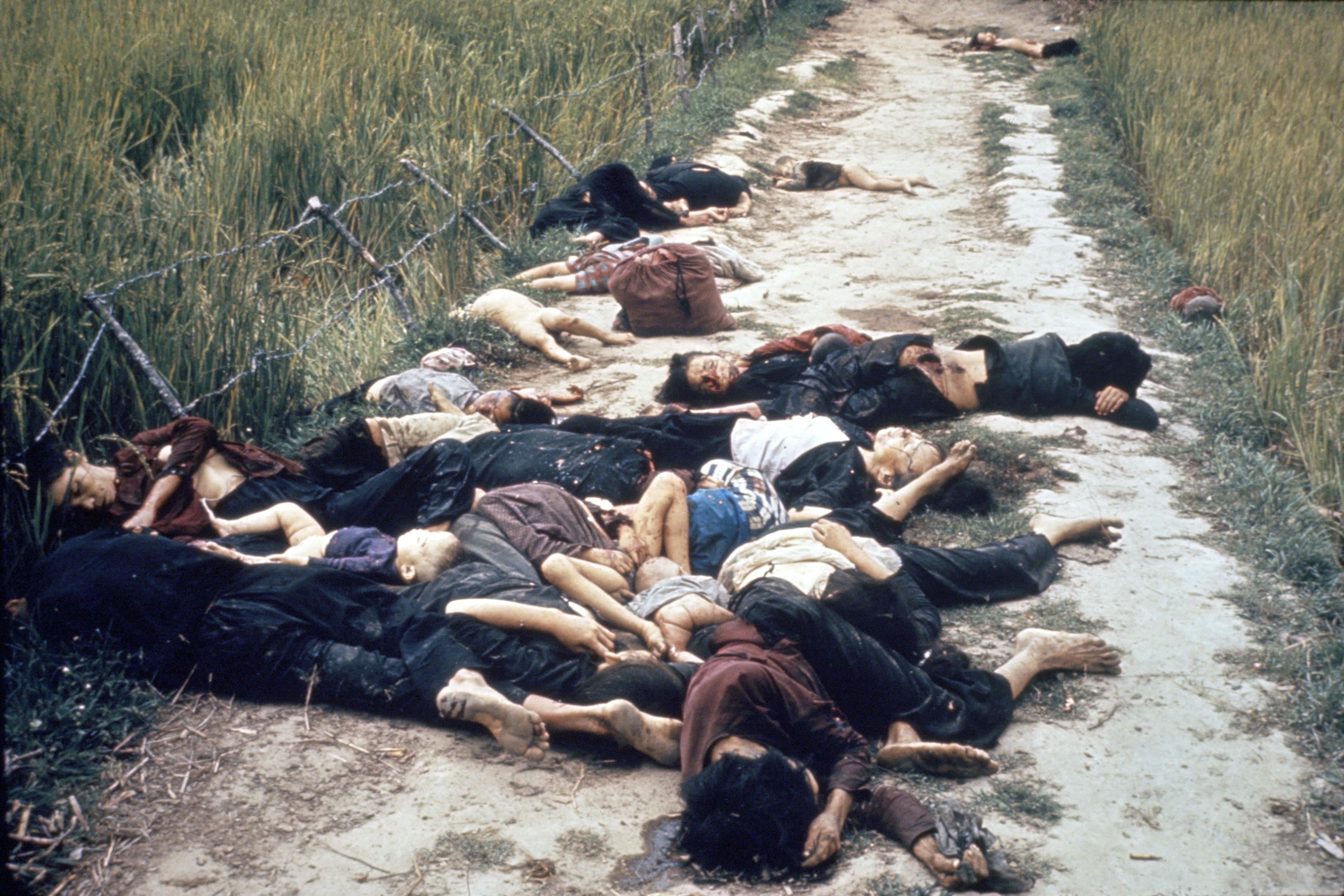
Massacre de Mỹ Lai au Viêt Nam, le 16 mars 1968, photo prise par le photographe de l’armée américaine Ronald Haeberle au lendemain du massacre et montrant principalement des femmes et des enfants tués sur une route. C'est ce type de cliché qui a participé au retournement de l'opinion publique américaine (et mondiale) contre la guerre au Viêt Nam, comme plus tard la célèbre photo de Kim Phuc « la petite fille brûlée au napalm » le 8 juin 1972, prise par Nick Ut qui l'a d'ailleurs sauvée.

| « Wait until the war is over And we're both a little older The unknown soldier Breakfast where the news is read Television children fed Unborn, living Living, dead Bullet strikes the helmet's head And it's all over For the unknown soldier It's all over For the unknown soldier "Company, halt ! Present arms ! " Make a grave for the unknown soldier Nestled in your hollow shoulder The unknown soldier [...] And, it's all over [babe] The war is over[4] » |  |  |  |  |  | « Attends que la guerre soit finie, Et que nous soyons tous les deux un peu plus vieux Toi le soldat inconnu Nouvelles qu'on lit au petit déjeuner Enfants gavés de télévision Non-nés, vivants, Vivants, morts[5] Les balles frappent la tête du casque Et c'en est fini Du soldat inconnu, C'en est fini Du soldat inconnu. "Compagnie halte ! Présentez armes ! " Creuse une tombe pour le soldat inconnu, Blotti au creux de ton épaule, Le soldat inconnu [...] Et tout est fini [mon bébé] La guerre et finie » |
Au milieu de la chanson, The Doors produisent les sons de ce qui semble être une exécution ; sur scène, pendant le concert, Robby Krieger pointe sa guitare vers Morrison comme un fusil, le batteur John Densmore simulait un coup de feu en produisant une forte rimshot, en appuyant sur le bord de la caisse claire, par conséquent en brisant les baguettes, et Morrison tombait à terre en criant. Après cette section, les vers de la chanson se terminent avec la célébration extatique de Morrison chantant la fin de la guerre. Dans la version studio de la chanson, on peut entendre des bruits de marche au pas d'un peloton d'exécution, ainsi que sur la fin des bruits de foules et de cloches.

### Contexte, échos et réminiscences
Cette chanson des Doors a été accueillie à l'époque comme clairement antimilitariste, dans un contexte tendu marqué par l'engagement américain massif dans la guerre du Viêt Nam, et, en réaction, par l'Offensive du Tết des débuts de 1968, ainsi que par l'engagement contre la guerre de nombreux étudiants et d'artistes comme Joan Baez (dès 1964-65). Cet engagement de Morrison et des Doors au sein d'un mouvement plus général d'opposition à la  guerre du Viêt Nam (pas encore majoritaire en février 1968 au moment de l'enregistrement de leur disque) sera bientôt relayé par les sons apocalyptiques de la guitare de Jimi Hendrix, faisant entendre les bombes écrasant le Nord Viêt Nam dans son Star-Spangled Banner à Woodstock (été 1969). 
Le caractère lapidaire du dernier vers de la chanson, répété ad libitum par Morrison : « War is over », en fait un slogan tout trouvé pour les manifestations des jeunes contre la guerre du Viêt Nam. Crawdaddyǃ (en), le magazine de critique rock de Paul Williams, décrit l'effet de la chanson sur le public de The Fillmore (à San Francisco) : « la foule des adolescents, libérant plusieurs mois de frustration, exulta en hurlant dans les allées : La guerre est finie ! Les Doors ont arrêté la putain de guerre ! » [voir aussi, sur ce sujet, la section "Waiting for the Sun : un album inachevé et un chanteur imprévisible (1968)" de l'article consacré au groupe The Doors].

Manifestations aux États-Unis contre la guerre du Viêt Nam (années 1960-70)
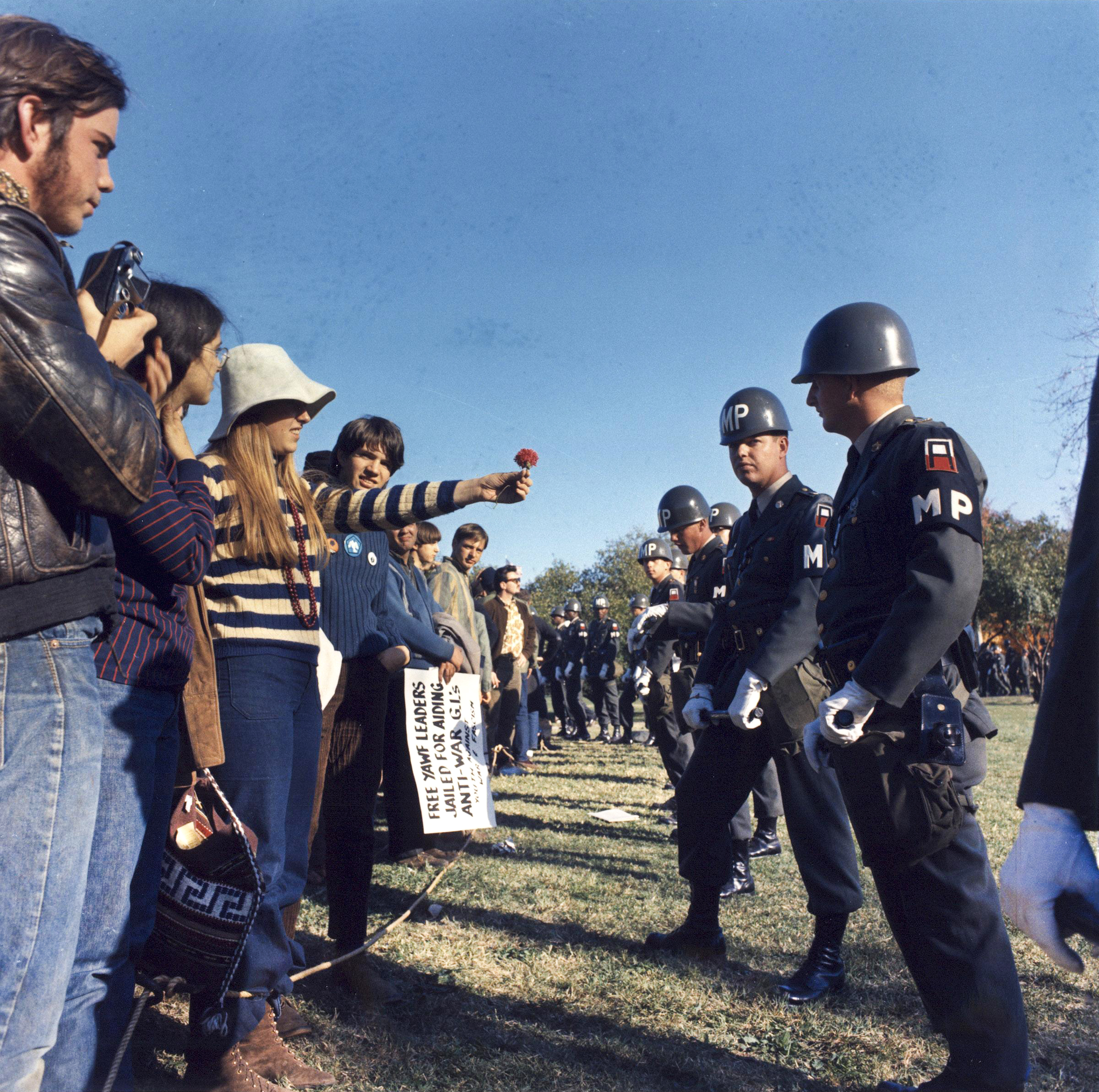
1- Le "Flower power" contre la guerre à Arlington, Virginie, USA, 21 octobre 1967 (photo par Sgt. Albert R. Simpson, Archives Nationales, identifiant NAID:594360).
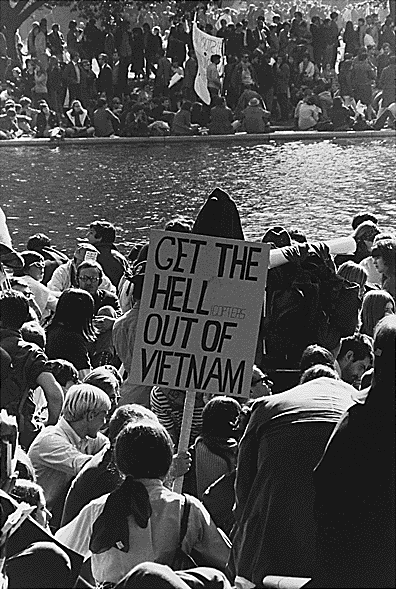
2- Manifestation contre la guerre à Washington, ce même 21 octobre 1967 (photo par Frank Wolfe).
3- Manifestation pacifiste en 1967 à Wichita, Kansas.
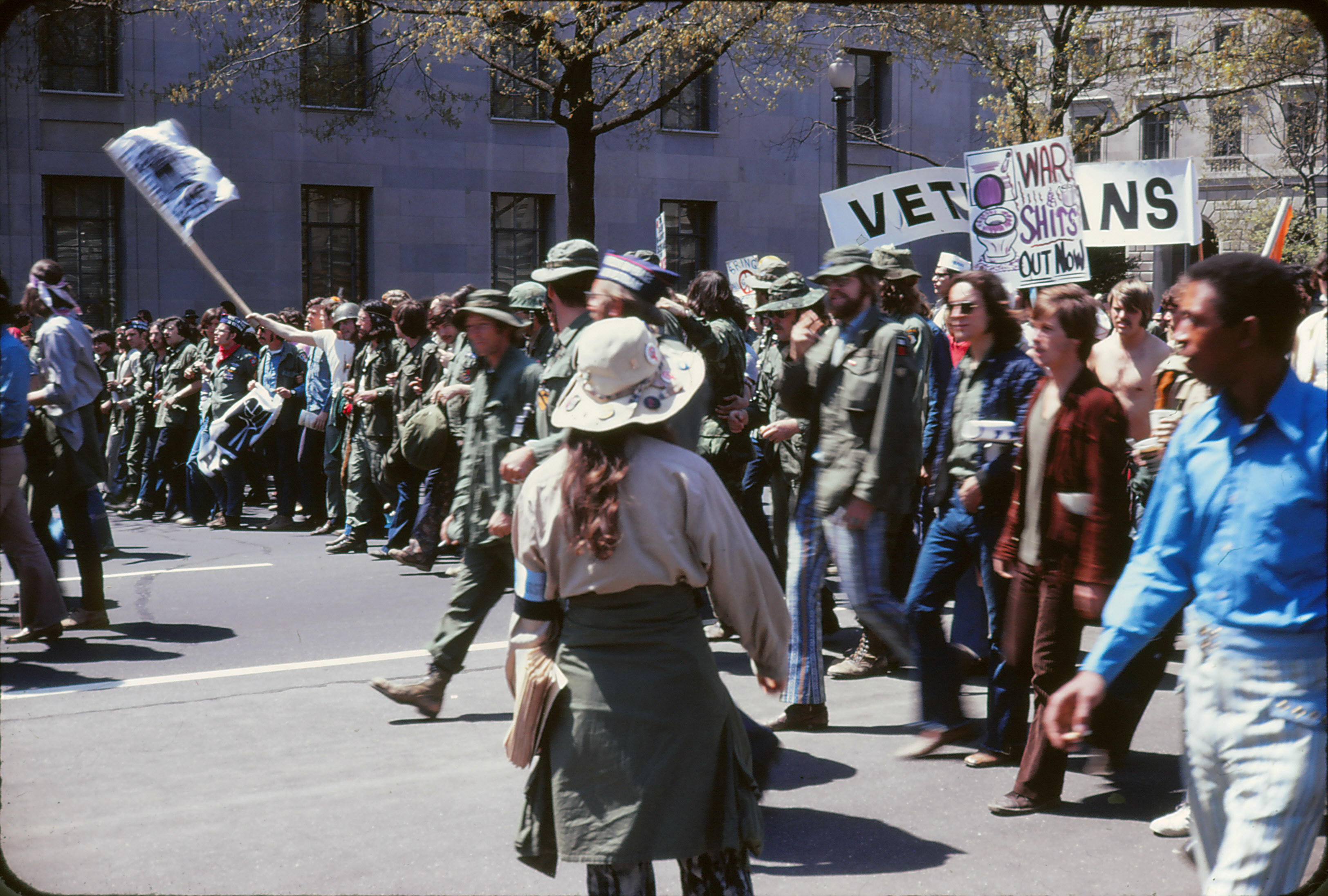
4- Manifestation contre la guerre à Washington (angle Pennsylvania Avenue/10ème rue), le 24 avril 1971 (photo par Leena A. Krohn).

Et cet aspect de la chanson a contribué à nourrir l'une des rumeurs entourant la mort non définitivement élucidée du chanteur, qui ferait de celle-ci le résultat d'un complot fomenté par la C.I.A., d'autant que celle-ci intervient peu après les morts tragiques et prématurées de Jimi Hendrix (septembre 1970) et Janis Joplin (octobre 1970), ainsi que les assassinats mal élucidés de Malcolm X (1965) et Martin Luther King (1968). Sans oublier les traumatismes encore à vif et brûlants à l'époque des assassinats de John Kennedy (en 1963) et de Bob Kennedy alors en route vers la Maison-Blanche (en juin 1968). [Voir la section "Décès de Jim Morrison (1971)" de l'article consacré à The Doors].
Il est à noter qu'aucun de ces assassinats n'est à ce jour, en 2021, complètement élucidé, qu'un nombre important d'archives et de documents sont encore tenus au secret, leur teneur étant toujours jugée trop sensible par la CIA et le FBI. D'autant qu'à l'époque de tous ces événements tragiques, ce dernier était encore dirigé par le sulfureux, inamovible et très controversé John Edgar Hoover (de 1924 jusqu'en 1972). De ce fait, l'hypothèse que ces assassinats et morts suspectes pourraient être liés à la guerre du Viêt Nam, ou au mouvement pour les droits civiques des noirs aux États-Unis, ou encore aux mouvements de contestation et d'émancipation agitant l'opinion publique et la jeunesse au cours des années 1960 et 1970, ne saurait être pour l'instant formellement exclue.
Sans oublier non plus la recrudescence des exactions, meurtres et attentats racistes perpétrés par le Ku Klux Klan qui ont émaillé les décennies 1950 et 1960. Le Civil Rights Act instaurant l'égalité des droits n'a été signé que le 11 avril 1968, et l'on sait que son application est encore problématique en 2010, et qu'elle a donné lieu en 2020 aux importantes manifestations qui ont suivi le meurtre de George Floyd. [Voir sur tous ces sujets les articles détaillés concernés, qui sont ci-dessus en lien].
La chanson est d'ailleurs présente dans le film Good Morning, Vietnam sorti en 1987. 